# Teresa (film, 1951)
Pour les articles homonymes, voir Teresa.
Pour plus de détails, voir Fiche technique et Distribution.
Teresa est un film américain en noir et blanc réalisé par Fred Zinnemann, sorti en 1951.

## Synopsis
En Italie, pendant la Seconde Guerre mondiale. Philip Cass est un jeune et sensible soldat américain qui s'éprend de Teresa, une douce Italienne, qu'il épouse. Lorsqu'il revient aux États-Unis avec sa femme, l'adaptation s'avère difficile : le jeune couple doit partager un appartement new-yorkais avec les parents de Philip, dont la mère est dominantrice et possessive, et sa sœur. Philip enchaine les petits métiers et se sent comme un perdant. La naissance d’un bébé redonne espoir au couple.

## Fiche technique
- Titre : Teresa
- Réalisation : Fred Zinnemann
- Scénario : Stewart Stern, d'après une histoire d'Alfred Hayes et Stewart Stern
- Musique : Louis Applebaum
- Photographie : William Miller
- Montage : Dave Kummins, Frank Sullivan
- Lieux de tournage : Loiano (dans la province de Bologne), New York, Cinecittà
- Producteur : Arthur Loew Jr. (en)
- Société de production : Metro-Goldwyn-Mayer
- Société de distribution : Loew's Inc.
- Pays de production :  États-Unis
- Langue originale : anglais américain
- Format : noir et blanc — 35 mm — 1,37:1 — son : mono (Western Electric Sound System)
- Genre : drame romantique
- Durée : 102 minutes
- Dates de sortie : 
  - États-Unis : 5 avril 1951
  - France : 19 mars 1952

## Distribution
- Pier Angeli : Teresa Russo
- John Ericson : Philip Cass
- Patricia Collinge : Mrs. Clara Cass
- Richard Bishop : M. Cass
- Peggy Ann Garner : Susan Cass
- Ralph Meeker : sergent Dobbs
- Bill Mauldin : Grissom
- Ave Ninchi : la mère de Teresa
- Edward Binns : sergent Brown
- Rod Steiger : Frank
- Aldo Silvani : professeur Crocce
- Tommy Lewis : Walter
- Franco Interlenghi : Mario

## Récompenses et distinctions
- Alfred Hayes et Stewart Stern sont nommés pour l'Oscar de la meilleure histoire originale.

Le scénario a été écrit par Stewart Stern d'après une histoire d'Alfred Hayes et de lui-même.
- Pier Angeli meilleure espoir féminin lors des Golden Globes[1]